# Riley Pathfinder
O  Riley Pathfinder  é um modelo de porte grande da Riley, divisão da British Motor Corporation.